# Антиформалистический раёк
«Антиформалисти́ческий раёк» — музыкальное произведение Дмитрия Шостаковича для четырёх басов, чтеца, хора и фортепиано. Создавался с 1948 по 1968 год, впервые исполнен на сцене в 1989 году в Вашингтоне.
Не имеет номера в списке опусов композитора. Представляет собой одноактную сатирическую кантату или мини-оперу, посвящённую собранию музыкальных деятелей, направленному на осуждение буржуазного формализма в музыке. Это единственное крупное сочинение Шостаковича, написанное на собственный текст.

## История создания
Жанр сочинения восходит к музыкальной сатире Модеста Мусоргского «Раёк» (1870), в которой тот высмеивал музыкальных деятелей, выступавших против принципов «могучей кучки».
Идея произведения возникла у композитора в 1948 году, когда в результате недовольства, которое у Сталина вызвала опера Вано Мурадели «Великая дружба», в СССР началась масштабная пропагандистская кампания за народность и против антинародности и формализма в музыке — (см. Сумбур вместо музыки). В ЦК ВКП(б) прошло трёхдневное совещание деятелей советской музыки, в котором приняли участие более 70 ведущих советских композиторов, музыковедов и музыкальных деятелей. 10 февраля 1948 года было принято постановление ЦК «Об опере „Великая дружба“ В. Мурадели», в котором упоминались и «антинародные, формалистические извращения в творчестве Д. Шостаковича». Вскоре травля «формалистов» продолжилась на собрании в Центральном Доме композиторов, а затем и на Первом Всесоюзном съезде Союза композиторов. Одним из основных объектов критики на собраниях и в прессе был Шостакович, который был уволен из Ленинградской консерватории, а его сочинения перестали исполнять крупнейшие советские оркестры.

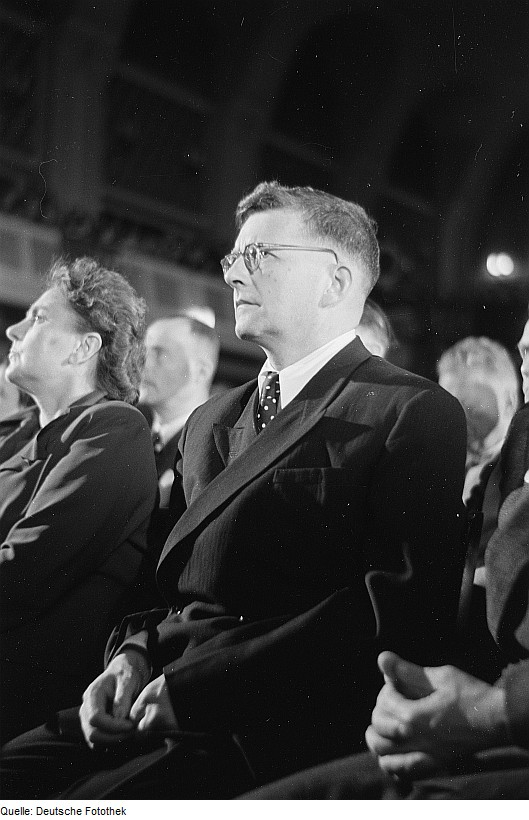
Шостакович в 1950 году

Первая редакция «Райка» была готова в мае 1948 года, однако композитор показал её лишь нескольким близким друзьям (в том числе Григорию Козинцеву и Исааку Гликману). Надежды на публичное исполнение произведения появились во время «оттепели», и в 1957 году «Раёк» был доработан. Однако запрещение премьеры 13-й симфонии Шостаковича в 1962 году и ряд громких политических процессов в СССР сделали это невозможным. В своём окончательном виде «Раёк» был завершён в 1968 году, однако при жизни композитора не исполнялся. По мнению Соломона Волкова, в написании либретто Шостаковичу помогал его близкий друг той поры, музыковед Лев Лебединский.
Рукопись произведения была сохранена Лебединским, который лишь в 1987 году тайно передал её через Швейцарию Мстиславу Ростроповичу. Ростропович впервые исполнил произведение 12 января 1989 года в концертном зале Центра им. Кеннеди в Вашингтоне (текст в английском переводе, в сокращении). В СССР премьера состоялась 25 сентября 1989 года в Большом зале Московской консерватории в рамках концерта, посвященного 83-летию со дня рождения Шостаковича. «Раёк» исполнили Государственный камерный хор Министерства культуры СССР под управлением В. Полянского (певцы Ю. Вишняков, Е. Чепиков, А. Образцов, Н. Коновалов, пианист И. Худолей, чтец Д. Дорлиак).

## Действующие лица
- Ведущий (бас)
- И. С. Единицын (бас) — «музыковед номер один», «главный консультант и музыкальный критик»
- А. А. Двойкин (бас) — «музыковед номер два, имеющий к тому же голос и возможность вокализировать»
- Д. Т. Тройкин (бас)
- Музыкальные деятели и деятельницы (смешанный хор)

## Сюжет
Во Дворце культуры происходит плановое собрание на тему «Реализм и формализм в музыке». Ведущий последовательно предоставляет слово для выступления трём выдающимся ораторам, присутствующие в зале бурно приветствуют их речи.
Товарищ Единицын в своей небольшой речи выдвигает тезис о том, что
… реалистическую музыку пишут народные композиторы,
а формалистическую музыку пишут антинародные композиторы.
и видит основную задачу в том, чтобы народные композиторы продолжали развивать реалистическую музыку, а антинародные композиторы «прекратили бы своё более чем сомнительное экспериментирование в области музыки формалистической».
Товарищ Двойкин в своей речи указывает на то, что от музыки требуется красота и изящество, тогда как
Музыка немелодичная, музыка неэстетичная,
музыка негармоничная, музыка неизящная,
это, это бормашина!
или, или музыкальная душегубка!
Кроме того, он настаивает на том, что «в кавказских операх должна быть настоящая лезгинка», причём она должна быть «простой и известной, лихой, обычной, популярной и обязательно кавказской».
Затем слово имеет товарищ Тройкин, который неправильно ставит ударение в фамилии Римского-Корсакова и утверждает, что «У нас усё должно быть как у классиков»:
Глинка, Чайковский, Римский-Корса́ков,
вы музыкальны, изящны, стройны.
Глинка, Чайковский, Римский-Корса́ков,
вы мелодичны, красивы, звучны.
Он также обращает внимание на то, что при всём при этом везде и всюду необходима бдительность и предостерегает против попыток «проникновения буржуазной идеологии в нашу молодёжь»:
Ну а если буржуазные идеи кто-нибудь
воспримет надолго, тех будем мы сажать,
и в лагеря усиленного режима помещать!
Хор с энтузиазмом подхватывает его призыв.

## Литературная версия
«Антиформалистический раёк» является не только музыкальным, но и литературным произведением. (Текст был впервые опубликован в 1993 году в журнале «Наше наследие».) Его полный подзаголовок: «Для чтеца, четырёх басов и смешанного хора в сопровождении фортепиано. Слова и музыка неизвестных авторов. В помощь изучающим. Борьба реалистического направления в музыке с формалистическим направлением в музыке». Тем самым, "издание своего сатирического сочинения Шостакович задумал как пародию на известные пропагандистские издания типа «В помощь изучающим „Краткий курс истории ВКП(б)“, „В помощь изучающим марксистско-ленинскую эстетику“ и т. п.».
Тексту, исполняемому певцами, предшествует вступление «От издательства», в котором говорится о том, что рукопись данного сочинения «была обнаружена в ящике с нечистотами кандидатом изящных наук П. И. Опостыловым». Далее следует обширное предисловие Опостылова, в котором он пересказывает сюжет произведения, отмечая, что «музыка органически сливается с текстом, изобилующим глубокими мыслями, вытекающими из вдохновляющих указаний». После предисловия следует дополнение от издательства о том, что впоследствии «тов. Опостылов, борясь, согласно вдохновляющим указаниям, направо и налево, утратил равновесие и упал в ящик с нечистотами», где и погиб. Сообщается также, что «Отдел Музыкальной Безопасности» ведёт поиск неизвестных авторов сочинения.
Завершают текст произведения «Вопросы по единице-двойко-тройкинской эстетике» (например, «Какую музыку пишут народные композиторы?», «Требуем ли мы от музыки красоты и изящества?», «Какой должна быть лезгинка в кавказских операх?»).
Вступительный текст был написан позже основной части, в 1964 году.

## Цитирование и прототипы
В литературной основе текста лежат подлинные высказывания партийных лидеров того времени и их характерные речевые интонации. Прототипы персонажей — Сталин (Единицын), Жданов (Двойкин) и Шепилов (Тройкин). (Председатель одному из наиболее известных исполнителей всех четырёх партий «Райка» Алексею Мочалову представлялся как «этакий волгарь, что-то в нём от Максима Горького».)
Для речи Единицына характерны «клише сталинского дискурса с его навязчивыми тавтологиями, претенциозной логичностью и дурной цикличностью, катехизисной риторикой вопросов-ответов, задаваемых самому себе, и двойной негацией», которые «раскрывают главное свойство сталинского нарратива — пустоту, зияющую в порожних грамматических конструкциях». Партию Единицына певцы обычно поют с нарочитым кавказским акцентом.
Речь Двойкина, напротив, построена на прямом цитировании речи Жданова на совещании в ЦК 1948 года, в котором он утверждал, что «мы стоим за красивую, изящную музыку», что «целый ряд произведений современных композиторов… напоминает… не то бормашину, не то музыкальную душегубку» и упоминал «популярные мелодии лезгинки».
Первая часть арии Тройкина также содержит цитаты из речи Жданова, при этом присутствует деталь, отсылающая непосредственно к Шепилову, который произнёс неправильное ударение в фамилии Римского-Корсакова в речи на Втором съезде Союза композиторов (1957).
Большую роль в произведении играют музыкальные цитаты:
- Туш № 2 Иванова-Радкевича звучит несколько раз во время выступлений Единицына и Двойкина;
- речь Единицына во многом основана на мелодии любимой Сталиным песни «Сулико»;
- в начале речи Двойкина использована реминисценция из оперетты самого Шостаковича «Москва, Черёмушки» (Песня-серенада Бориса), а в конце использована мелодия кавказской «Лезгинки» («Кабардинки»);
- выступление Тройкина начинается с русской народной мелодии «Камаринская», а затем последовательно звучат интонации песни Тихона Хренникова «Речная песенка» из кинофильма «Верные друзья», песня «Калинка» и куплеты Серполетты из комической оперы Робера Планкета «Корневильские колокола».

В тексте обыгрываются фамилии композиторов и московская топонимика: Глинка/Не-Глинка; Дзержинка (площадь Дзержинского и здание КГБ); Тишинка (Тишинская площадь с известным москвичам рынком). В словах Тройкина «Глинка, Дзержинка, Тишинка моя, / Расхреновая поэмка, сюитка моя» прочитываются имена идеологических противников Шостаковича — «народных» композиторов Тихона Хренникова и Ивана Дзержинского.
Реальный прототип имеется и у тов. Опостылова, упоминаемого в предисловии — им является Павел Иванович Апостолов (1905—1969), дирижёр военных оркестров и работник аппарата ЦК ВКП(б). Апостолов был одним из активных противников Шостаковича и умер после авторского концерта композитора.

## Известные записи
- 13 мая 1989 года — Камерный хор Министерства культуры СССР. Солисты: Юрий Вишняков, Евгений Чепиков, Анатолий Образцов, Борис Чепиков. Дирижер: Валерий Полянский (Мелодия, MEL CO 1252, 2023)[13][14]
- 1989 — Вокальный ансамбль «Audite nova». Солисты: Н. Гюзелев, Н. Сторожев, Р. Тесарович, А. Володось. Дирижёр: М. Ростропович (ERATO ECD 75571, 1990)[15]
- 1989 — Хоровое общество Вашингтона. Солисты: J. Deutsch, E. Halfvarson, J. Rodescu, A. Wentzel (на английском языке). Дирижёр: М. Ростропович (ERATO ECD 75571, 1990)[15]
- 1993 — Государственная академическая симфоническая капелла России. Солисты: С. Яковенко, И. Шепс. Дирижёр: В. К. Полянский (SAISON RUSS/ CDM LDC 288 075, 1994)[15]
- 1995 — Оркестр Московского государственного академического камерного музыкального театра п/у Б. А. Покровского. Солист: А. Мочалов. Дирижёр: А. Левин (TRITON 17 008, 1996)[15]
- 2002 — Запись в церкви св. Екатерины, Санкт-Петербург. Фёдор Кузнецов, бас; Юрий Серов, фортепиано; Молодёжный камерный хор Санкт-Петербурга, художественный руководитель и дирижёр Юлия Хуторецкая[16][17]
- 2004 — «Виртуозы Москвы» и Алексей Мочалов (бас), записано 15—17 мая 2003 года в Большом зале Московской Консерватории
- 2005 — «Виртуозы Москвы» и Сергей Лейферкус (баритон), записано 14 апреля 2005 года («Виртуозы Москвы» — 25 лет)
- 2006 — Капелла Св. Иосифа, запись с концерта в Концертном зале на Пречистенке. Пётр Кутьин, баритон; Иван Лебедев, фортепиано; музыкальные деятели и деятельницы — Михаил Блинков, Роман Глухов, Илья Мер[18] и другие

## Постановки
- 2000 — Санкт-Петербург Опера. Антимузыкальный шарж в одном акте (4 персонажа, оркестр — 33 музыканта, хор — 6 вокалистов). Сценическая версия и постановка Юрия Александрова[19].
- 2001 — Харьковский академический театр оперы и балета. Первая постановка сценической версии как полноценного музыкально-драматического спектакля. Режиссёр-постановщик — Алексей Коломийцев.
- 2012 — Новосибирский государственный академический театр оперы и балета. Постановка режиссёра Резии Калныня в рамках гала-концерта[20], посвященного 67-летию театра (состоялся 12 мая 2012 года).
- 2013 — Полтавский академический украинский музыкально-драматический театра им. Н. В. Гоголя, Режиссёр-постановщик — Алексей Коломийцев. Спектакль запрещен к показу управлением культуры Полтавской облгосадминистрации[21].

## Экранизации
- «Шостакович смеётся» («Центрнаучфильм», 1993) — документальный фильм В. Бермана по мотивам «Антиформалистического райка»
- Нос, или Заговор «не таких» (реж. Андрей Хржановский, 2020). Третья часть фильма представляет почти полную экранизацию «Антиформалистического райка»[22].